# Aeropuerto Logovardi
El Aeropuerto de Logovardi es un aeropuerto a 9 km de Bitola, Macedonia del Norte.

## Status
Logovardi es un aeropuerto activo con superficies de pista permanentes pero con menos de las estructuras mínimas requeridas para ser considerado aeropuerto A, B, o C

## Servicio
El 23 de julio de 2007 la región de Bitola quedó destruida por los fuegos forestales. El aeropuerto de Logovardi fue utilizado como base desde la cual los aviones de extinción trabajaban para ayudar a sofocar los fuegos.
El aeropuerto es utilizado por el aero club Mirko Todorovski que alberga una muestra aérea en mayo de cada año. La muestra aérea fue un gran espectáculo en los 70 y 80 pero que cayó en el olvido tras la segregación de Yugoslavia. Por primera vez tras 20 años de inactividad, el 24 de mayo de 2008, el aeropuerto de Logovardi volvió a acoger dicha muestra y a sus entusiastas. La muestra aérea se convertirá en una tradición cada año.

## Historia
En 1935, Aeroput abrió la ruta Belgrado-Niš-Bitola con aviones Spartan Cruiser II.